# Юнес Беланда
Юне́с Беланда́ (фр. Younès Belhanda, араб. يونس بلهندة; нар. 25 лютого 1990, Авіньйон, Франція) — марокканський футболіст, півзахисник катарського клубу «Аш-Шамаль». Відомий виступами за національну збірну Марокко.

## Біографія

### Ранні роки
Юнес Беланда народився у французькому місті Авіньйон в марокканській родині, які переїхали до Франції з міста Таза.
З раннього дитинства у Юнеса, який був одним з шести дітей у родині, став проявляти схильність до гри у футбол і незабаром на сімейній нараді було вирішено, що він буде мати можливість навчатися гри у футбол. В цей час родина мешкала у містечку Гар на півдні Франції і батько Юнеса протягом трьох років возив сина на тренування та забирав додому з футбольної школи клубу «Арамонса», після чого він став навчатись у місцевій школі «Авіньйона».

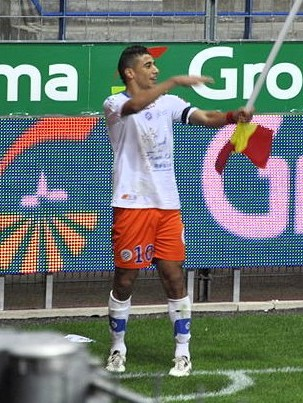
Юнес Беланда у складі «Монпельє» святкує забитий гол. 22 жовтня 2010

У віці 13 років за нього почали боротися скаути марсельського «Олімпіка», «Монако», «Сент-Етьєна» та «Монпельє». Найбільше отримати Беланду, що виступав тоді на позиції захисника, хотів «Марсель». Клуб навіть надсилав Юнесу футболки та квитки на матчі. Однак, Юнес разом зі своїм тренером із академії Жаном-Кристофом Глейзом опинився на перегляді в «Сент-Етьєні», де, успішно пройшовши відбір, отримав право на зарахування. Але вже через два тижні сестра Юнеса подзвонила до клубного офісу й повідомила, що операція скасовується, бо мати Юнеса не змогла витримати далекої розлуки з сином. Через це Беланда опинивася в академії «Монпельє», що розташовувалася неподалік від будинку родини.

### «Монпельє»
Провівши кілька сезонів в академії, Беланда наприкінці сезону 2007/08 отримав місце в резервному складі клубу, який виступав у чемпіонаті Франції серед аматорів. Наступного сезону він грав як за дублерів, так і за команду U-19, що брала участь у розіграші молодіжного трофея Франції під назвою «Кубок Гамбарделла». Своєю участю в цьому турнірі він був зобов'язаний тренеру молодіжного складу «Монпельє» Бруно Ліппіні. Той, нехтуючи рішенням французького національного технічного директорату, який вимагав віддавати перевагу високим та міцно складеним гравцям, використовував невеликого й верткого півзахисника в усіх шести матчах кубка, в тому числі і у фіналі, де «Монпельє» переграв «Нант» 2:0 та виграв почесний трофей лише вдруге у своїй історії.
27 липня 2009 року Беланда підписав з «Монпельє» свій перший професійний контракт, який був розрахований на три роки.
8 серпня 2009 року молодий гравець, якого тренер Рене Жирар використовував на позиції лівого вінгера, дебютував у Лізі 1 в матчі проти «Парі Сен-Жермена» (1:1). 19 вересня Беланда забив свій перший гол в матчі з «Марселем» на знаменитому «Велодромі», проте його клуб все-одно програв з рахунком 4:2, а цей гол так і залишився єдиним у першому сезоні для футболіста, який провів аж 33 гри в чемпіонаті, а «Монпельє», зайнявши 5-е місце, потрапило у третій кваліфікаційний раунд Ліги Європи.
29 липня 2010 року у виїзному матчі третього кваліфікаційного раунду Ліги Європи з угорським «Дьйором», який завершився перемогою французів з рахунком 1:0, Юнес Беланда дебютував у єврокубках. Однак, в домашньому матчі «Монпельє» програв основний час з таким самим рахунком, а в серії пенальті поступився з рахунком 3:4 і вилетів з подальшого розіграшу. Незважаючи на виліт з Ліги Європи вже 19 серпня 2010 року Беланда поставив свій підпис під новим контрактом з «Монпельє» до 2014 року.

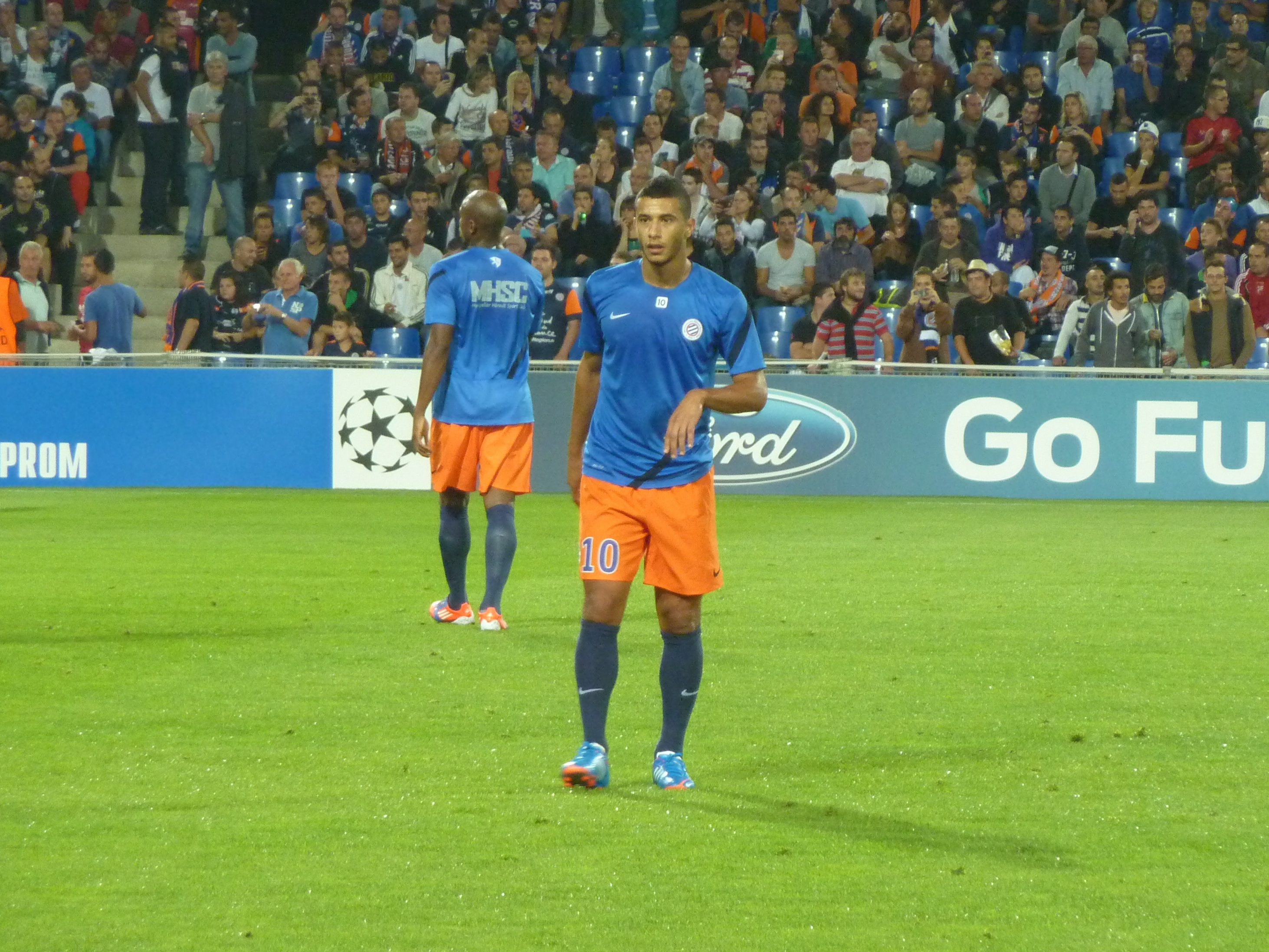
Юнес Беланда у складі «Монпельє» на матчі Ліги чемпіонів проти «Арсеналу». 18 вересня 2012

Наступного сезону «Монпельє» вийшов у фінал Кубка Ліги. Проте виграти свій перший трофей Юнесу не вдалося. Пройшовши «Аяччо», «Лілль» і «Парі Сен-Жермен», перешкодою у здобутті трофею став усе той же «Марсель» — 0:1. Загалом Беланда у тому сезоні провів у всіх змаганнях 42 матчі, забивши при цьому три голи, а «Монпельє» фінішував у Лізі 1 на 14 місці. Протягом сезону Юнес був визнаний найкращим гравцем клубу в жовтні, лютому та березні.
Сезон 2011/12 розпочався для Юнеса з того, що його визнали найкращим гравцем клубу в серпні. Пов'язано це було, перш за все, зі зміною позиції на полі. Замість ролі енергійного крайка він отримав можливість проявити себе в ролі плеймейкера, розташовуючись під нападником. І це відразу принесло успіх. Новоспеченому диригенту атак «Монпельє» вдалося забити два голи у трьох стартових матчах, включаючи перемоги над «Осером» та «Ренном», незважаючи на те, що в матчі 4-го туру чемпіонату з «Ліоном», який був програний з рахунком 1:2, Юнес був видалений на 82-й хвилині. У грудні Беланда в черговий раз був визнаний найкращим гравцем місяця, а в другій половині сезону його майстерність заблищала ще яскравіше, дозволивши «Монпельє» у травні 2012 року відсвяткувати своє перше в історії чемпіонство, а президенту клубу Ніколлену зробити на голові ірокез й пофарбувати його в клубні кольори. За вдалий сезон Беланду було названо найкращим молодим футболістом Франції, а в номінації найкращий гравець сезону він став другим, пропустивши вперед лише Едена Азара.
Проте, наступний сезон як для «Монпельє», що посіло лише дев'яте місце, так і для Юнеса вийшло неоднозначним. Гра команди зблякла в першу чергу після того, як розпалася зв'язка Беланда з Олів'є Жіру, який перейшов до «Арсенала». Про бажання покинути клуб заявив і Беланда, чим безуспішно намагались скористатись міланський «Інтер», лондонський «Тоттенхем» та стамбульський «Бешікташ». В підсумку гравець до кінця сезону так і залишився в «Монпельє».

### «Динамо» і оренди
30 червня 2013 року під час запланованої презентації новачків «Динамо» Джермейна Ленса та Дьємерсі Мбокані, до них доєднався і Юнес Беланда, який вийшов з футболкою з № 90. Юнес підписав з українським клубом контракт на 5 років, «Динамо» заплатило за гравця, угода з попереднім клубом якого закінчувалася в червні 2014 року, близько 10 млн євро. Дебютував за «біло-синіх» 14 липня 2013 у матчі першого туру Прем'єр-ліги проти «Волині» (1:1). 6 жовтня відзначився хет-триком у воротах донецького «Металурга», чим допоміг своїй команді перемогти з рахунком 9:1.
6 січня 2016 до кінця сезону був орендований німецьким «Шальке 04».
Наприкінці серпня 2016 року на умовах оренди до кінця сезону із правом подальшого викупу став гравцем французького клубу «Ніцца».

### «Галатасарай»
Влітку 2017 перейшов до стамбульского клубу «Галатасарай».
10 березня 2021 «Галатасарай» в односторонньому порядку розірвав контракт з футболістом через його заяву після матчу з «Сівасспором», Беланда був незадоволений тим, що клуб скорочує зарплати на тлі пандемії коронавірусу, про що він заявив в пресі..

### «Адана Демірспор»
1 липня 2021 було оголошено, що Юнес став гравцем турецького клубу «Адана Демірспор», який за підсумками сезону 2020—21 став учасником Суперліги, марокканський футболіст підписав контракт з клубом на 3 роки.

### Кар'єра в збірній

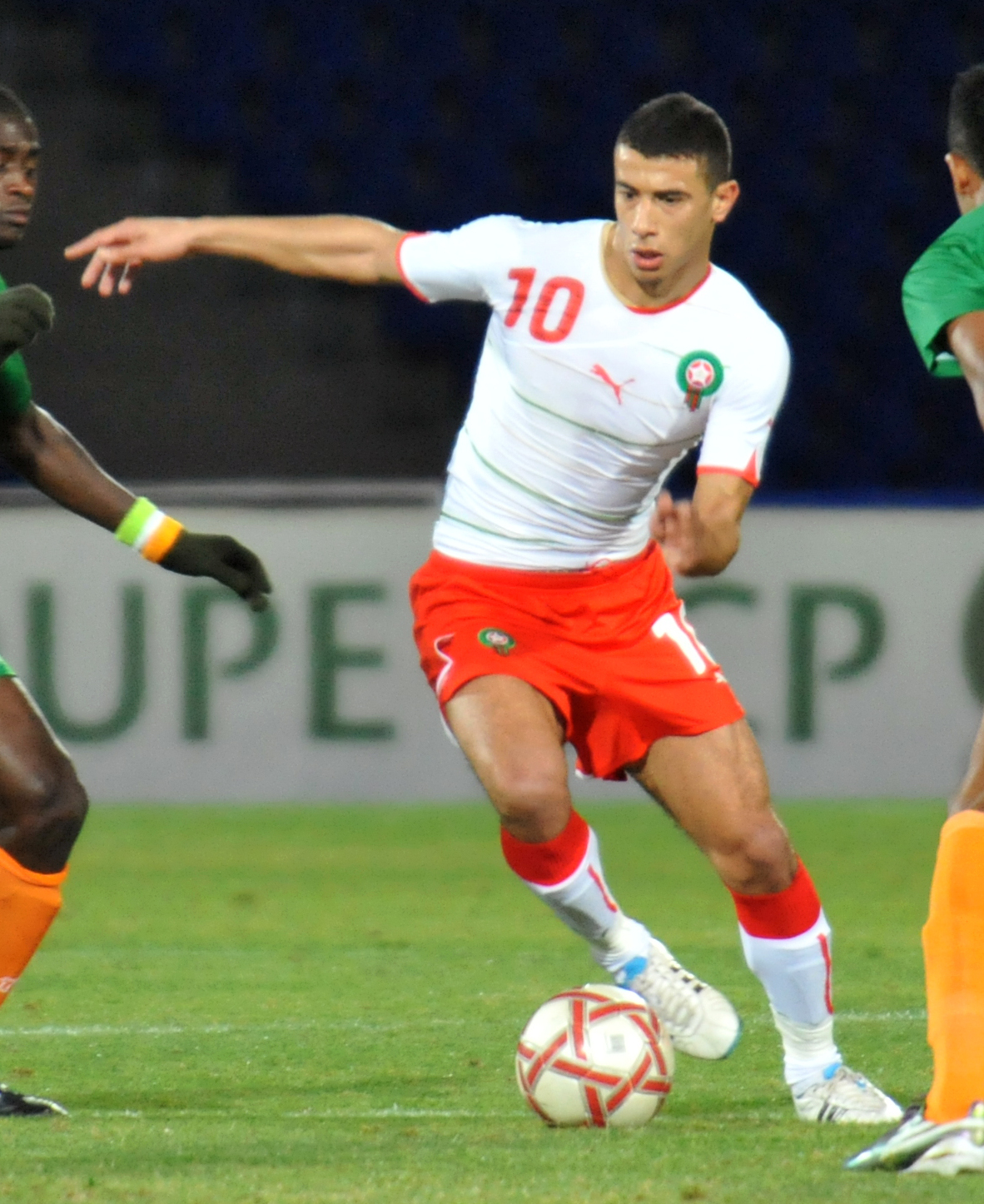
Юнес Беланда у складі збірної Марокко. 9 лютого 2011 року

На рівні молодіжних збірних Юнес захищав кольори рідної Франції. 2010 року він був включений до складу збірної для гравців віком до 20 років на щорічний турнір у Тулоні. На турнірі Юнес зіграв у 4-х матчах та завоював з командою бронзові медалі.
Проте, на рівні дорослих збірних Юнес вирішив виступати за збірну Марокко. Сам він назвав це рішення вибором його серця. Вже 17 листопада 2010 року в товариському матчі зі збірної Північної Ірландії Беланда дебютував за Марокко.
2011 року Юнес Беланда брав участь в 4-х матчах відбіркового турніру кубка африканських націй, який збірна Марокко завершила на першому місці своєї групи. У підсумку головний тренер марокканців Ерік Геретс включив Юнеса до складу збірної, яка відправилась на кубок африканських націй в Габоні та Екваторіальної Гвінеї. У перших двох матчах з Тунісом та Габоном марокканці зазнали поразки та позбулися всіх шансів на вихід до чвертьфіналу. В останньому матчі з Нігером Беланда забив свій перший гол за збірну, який виявився єдиним у матчі. У підсумку, посівши 3-е місце в групі, збірна Марокко покинула турнір.
Наступного року Беланда був включений до складу збірної на КАН-2013, де зіграв у двох матчах, проте збірна знову не змогла пройти груповий етап, звівши усі ігри до нічиєї.
Востаннє зіграв за національну збірну у 2022. Всього на рахунку Юнеса Беланда за збірну 5 голів в 59 матчах.

## Статистика виступів

### Клуб
| Клуб       | Сезон   | Чемпіонат | Чемпіонат | Чемпіонат | Кубок | Кубок | Кубок   | Єврокубки | Єврокубки | Єврокубки | Інше | Інше  | Інше    | Всього | Всього | Всього  |
| Клуб       | Сезон   | Ігор      | Голів     | Асистів   | Ігор  | Голів | Асистів | Ігор      | Голів     | Асистів   | Ігор | Голів | Асистів | Ігор   | Голів  | Асистів |
| ---------- | ------- | --------- | --------- | --------- | ----- | ----- | ------- | --------- | --------- | --------- | ---- | ----- | ------- | ------ | ------ | ------- |
| «Монпельє» | 2009-10 | 33        | 1         | 3         | 1     | 0     | 0       | —         | —         | —         | —    | —     | —       | 34     | 1      | 3       |
| «Монпельє» | 2010-11 | 36        | 3         | 2         | 4     | 0     | 0       | 2         | 0         | 0         | —    | —     | —       | 42     | 3      | 2       |
| «Монпельє» | 2011-12 | 28        | 12        | 4         | 3     | 1     | 1       | —         | —         | —         | —    | —     | —       | 31     | 13     | 5       |
| «Монпельє» | 2012-13 | 28        | 10        | 5         | 1     | 0     | 0       | 6         | 2         | 1         | 0    | 0     | 0       | 35     | 12     | 6       |
| «Монпельє» | Всього  | 125       | 26        | 14        | 9     | 1     | 1       | 8         | 2         | 1         | —    | —     | —       | 142    | 29     | 16      |
| Загалом    | Загалом | 125       | 23        | 13        | 9     | 1     | 1       | 8         | 2         | 1         | 0    | 0     | 0       | 142    | 29     | 16      |

### Голи за збірну
| №  | Дата           | Місце                               | Суперник | Рахунок | Результат | Турнір               |
| -- | -------------- | ----------------------------------- | -------- | ------- | --------- | -------------------- |
| 1. | 31 січня 2012  | Стад д'Ангондже, Лібревіль, Габон   | Нігер    | 1-0     | 1-0       | КАН-2012             |
| 2. | 15 червня 2013 | Стад де Марракеш, Марракеш, Марокко | Гамбія   | 2-0     | 2-0       | Кваліфікація ЧС-2014 |

## Титули і досягнення
- Чемпіонат Франції (1):

«Монпельє»: 2011–12
- Чемпіонат України (1):

«Динамо»: 2014–15
- Володар кубка України (2):

«Динамо»: 2013–14, 2014–15
- Чемпіон Туреччини (2):

«Галатасарай»: 2017–18, 2018–19
- Володар Кубка Туреччини (1):

«Галатасарай»: 2018–19
- Володар Суперкубка Туреччини (1):

«Галатасарай»: 2019